# Xã Brownsville, Quận Union, Indiana
Xã Brownsville (tiếng Anh: Brownsville Township) là một xã thuộc quận Union, tiểu bang Indiana, Hoa Kỳ. Năm 2010, dân số của xã này là 845 người.